# Rambouillet
Rambouillet [ʁɑ̃bujɛ] ist eine französische Gemeinde im Département Yvelines in der Region Île-de-France.

## Geografie
Rambouillet liegt 50 Kilometer südwestlich von Paris inmitten des Waldes von Rambouillet, 142 m über dem Meeresspiegel. Die Stadt zählt 27.145 Einwohner (Stand 1. Januar 2022) und umfasst eine Fläche von 3.519 Hektar. Sie liegt am Fluss Drouette. Die Gemeinde gehört zum Regionalen Naturpark Haute Vallée de Chevreuse.

## Infrastruktur
Rambouillet hat einen Bahnhof an der Bahnstrecke Paris–Brest.

## Sehenswürdigkeiten

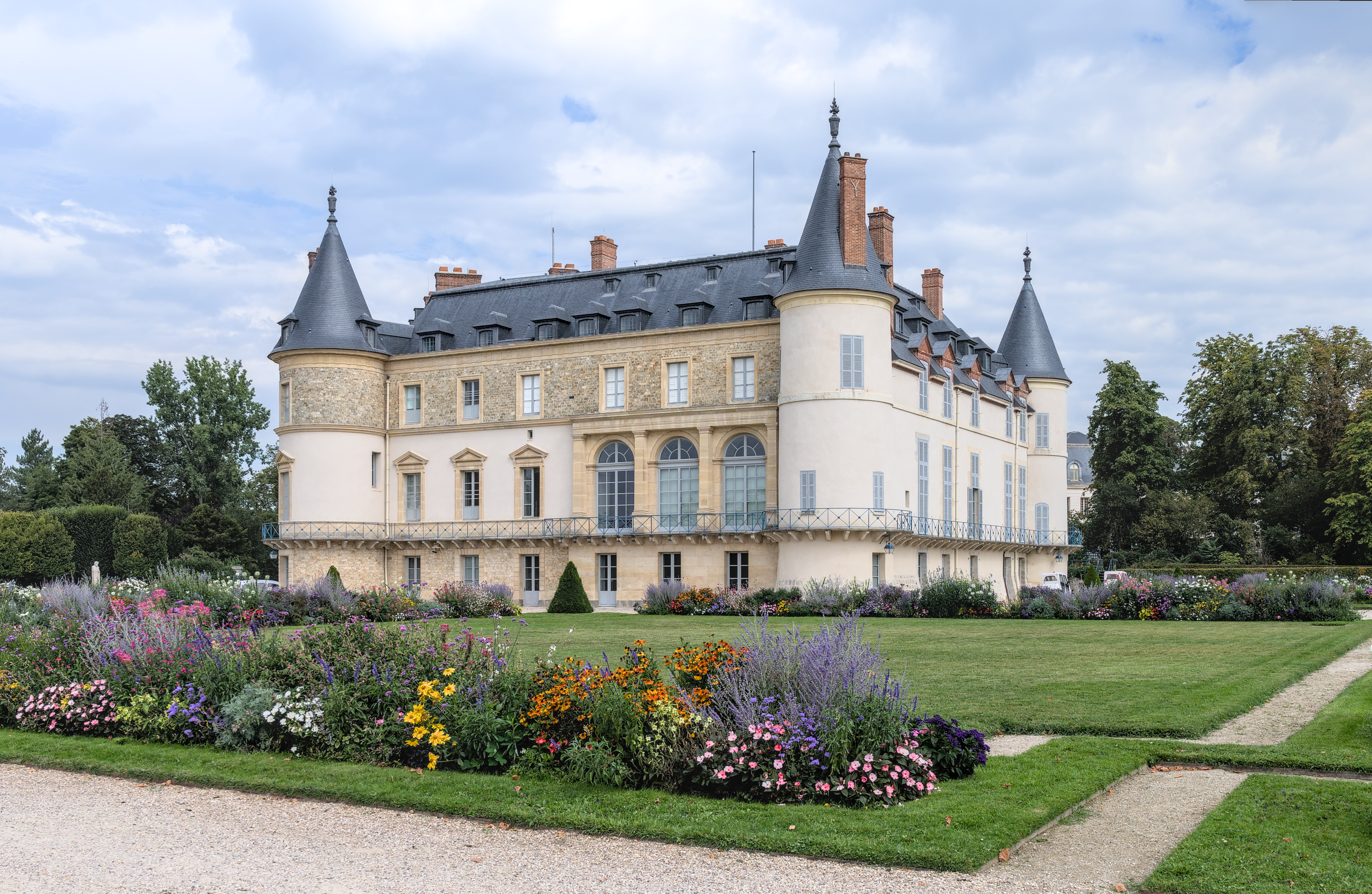
Schloss Rambouillet

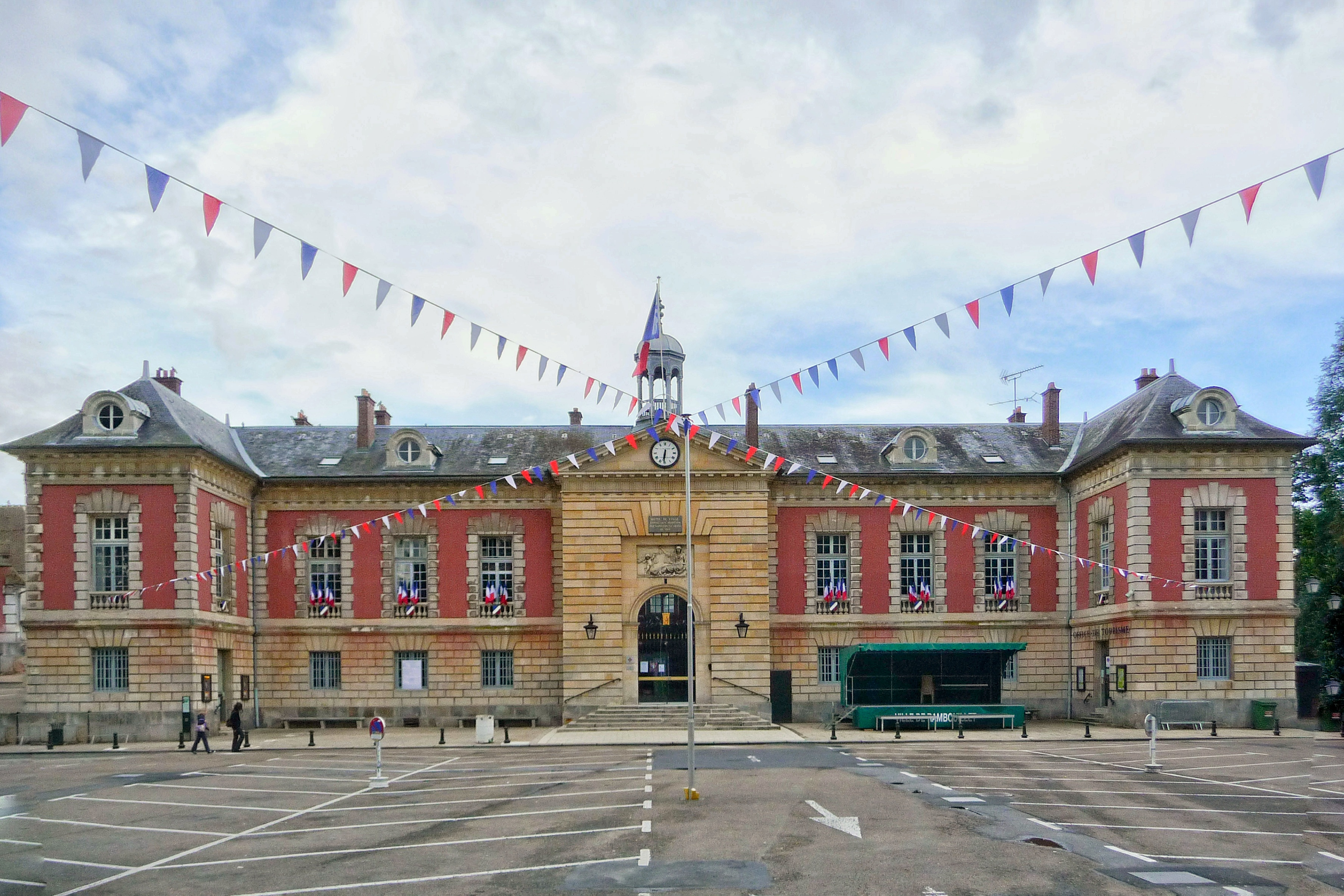
Hôtel de ville (Rathaus)

Siehe auch: Liste der Monuments historiques in Rambouillet
- Hauptsehenswürdigkeit ist das Schloss Rambouillet (Baubeginn 1368). Hier hatten sowohl Ludwig XVI. als auch Napoleon eine Nebenresidenz. Heute wird das Schloss gerne für Gipfeltreffen und internationale Konferenzen genutzt
- Die Kirche St. Lubin (1868–1871) stammt von Anatole de Baudot.[1]
- Das Musée Rambolitrain ist ein Modelleisenbahn-Museum mit Modellbahnen in verschiedenen Größen.[2]

## Persönlichkeiten
- Luis Née (1734–1807), Botaniker
- Gustave Besnard (1833–1903), Seeoffizier und Konteradmiral
- Paul Fliche (1836–1908), Paläobotaniker
- Ulysse Chevalier (1841–1923), Geistlicher und Mediävist
- Patrice Delaveau (* 1965), Springreiter
- Jérémie Aliadière (* 1983), Fußballspieler

## Städtepartnerschaften
- Great Yarmouth in Norfolk (Großbritannien), seit 1956
- Kirchheim unter Teck in Baden-Württemberg (Deutschland), seit 1967
- Waterloo in Wallonisch-Brabant (Belgien), seit 1986
- Zafra in Extremadura (Spanien), seit 2005
- Torres Novas (Portugal), seit 2010

Zudem ist die Stadt Mitglied des Bundes der europäischen Napoleonstädte.